# Patinaj viteză pe pistă scurtă la Jocurile Olimpice de iarnă din 2022 – 1.000 m (masculin)
Proba de patinaj viteză pe pistă scurtă, 1.000 m masculin de la Jocurile Olimpice de iarnă din 2022 de la Beijing, China a avut loc pe 5 și 7 februarie 2022  la Capital Indoor Stadium.

## Program
Orele sunt orele Chinei (ora României + 6 ore).
| Dată        | Ora                                             | Rundă                                           |
| ----------- | ----------------------------------------------- | ----------------------------------------------- |
| 5 februarie | 19:38-20:10                                     | Calificări                                      |
| 7 februarie | 19:44-20:00 20:20-20:28 20:52-20:58 20:58-21:04 | Sferturi de finală Semifinale Finala B Finala A |

## Calificări
| Loc | Serie | Nume                 | Țară                       | Timp     | Note    |
| --- | ----- | -------------------- | -------------------------- | -------- | ------- |
| 1   | 1     | Park Jang-hyuk       | Coreea de Sud              | 1:24,081 | CSF     |
| 2   | 1     | Andrew Heo           | Statele Unite ale Americii | 1:24,106 | CSF     |
| 3   | 1     | Itzhak de Laat       | Olanda                     | 1:24,332 | CSF     |
| 4   | 1     | Niall Treacy         | Marea Britanie             | 1:32,243 |         |
| 1   | 2     | Ren Ziwei            | China                      | 1:23,772 | CSF     |
| 2   | 2     | Quentin Fercoq       | Franța                     | 1:23,917 | CSF     |
| 3   | 2     | Jens van 't Wout     | Olanda                     | 1:23,946 |         |
| 4   | 2     | Farrell Treacy       | Marea Britanie             | 1:24,935 |         |
| 1   | 3     | Wu Dajing            | China                      | 1:23,927 | CSF     |
| 2   | 3     | Jordan Pierre-Gilles | Canada                     | 1:24,067 | CSF     |
| 3   | 3     | Semion Elistratov    | COR                        | 1:24.077 |         |
| 4   | 3     | Shogo Miyata         | Japonia                    | 1:24,367 |         |
| 1   | 4     | Lee June-seo         | Coreea de Sud              | 1:24,698 | CSF     |
| 2   | 4     | Pascal Dion          | Canada                     | 1:24,771 | CSF     |
| 3   | 4     | Adil Galiakhmetov    | Kazahstan                  | 1:24,855 |         |
| 4   | 4     | Vladislav Bykanov    | Israel                     | 1:24,875 |         |
| 1   | 5     | Hwang Dae-heon       | Coreea de Sud              | 1:23,042 | CSF, RO |
| 2   | 5     | Sjinkie Knegt        | Olanda                     | 1:23,097 | CSF     |
| 3   | 5     | Li Wenlong           | China                      | 1:23,140 | CSF     |
| 4   | 5     | Sébastien Lepape     | Franța                     | 1:26.069 |         |
| 1   | 6     | John-Henry Krueger   | Ungaria                    | 1:25,236 | CSF     |
| 2   | 6     | Furkan Akar          | Turcia                     | 1:25,462 | CSF     |
| 3   | 6     | Kazuki Yoshinaga     | Japonia                    | 1:25,574 | CSF     |
|     | 6     | Denis Ayrapetyan     | COR                        | 9        | PEN     |
| 1   | 7     | Shaolin Sándor Liu   | Ungaria                    | 1:25,262 | CSF     |
| 2   | 7     | Ryan Pivirotto       | Statele Unite ale Americii | 1:54,437 | CSF     |
| 3   | 7     | Pietro Sighel        | Italia                     | 2:10,039 | CSF     |
|     | 7     | Stijn Desmet         | Belgia                     | 9        | PEN     |
| 1   | 8     | Shaoang Liu          | Ungaria                    | 1:23,796 | CSF     |
| 2   | 8     | Brendan Corey        | Australia                  | 1:23,908 | CSF     |
| 3   | 8     | Roberts Krūzbergs    | Letonia                    | 1:23,979 |         |
|     | 8     | Luca Spechenhauser   | Italia                     | 9        | PEN     |

## Runda eliminatorie

### Sferturi de finală
| Loc | Serie | Nume                 | Țară                       | Timp      | Note |
| --- | ----- | -------------------- | -------------------------- | --------- | ---- |
| 1   | 1     | Andrew Heo           | Statele Unite ale Americii | 1:24,603  | CSE  |
| 2   | 1     | Wu Dajing            | China                      | 1:33,302  | CSE  |
| 3   | 1     | Park Jang-hyuk       | Coreea de Sud              | fără timp | CSE  |
|     | 1     | Pietro Sighel        | Italia                     |           | PEN  |
|     | 1     | Jordan Pierre-Gilles | Canada                     |           | PEN  |
| 1   | 2     | Lee June-seo         | Coreea de Sud              | 1:23,682  | CSE  |
| 2   | 2     | Shaoang Liu          | Ungaria                    | 1:23,940  | CSE  |
| 3   | 2     | Quentin Fercoq       | Franța                     | 1:24,411  |      |
| 4   | 2     | Pascal Dion          | Canada                     | fără timp |      |
|     | 2     | Kazuki Yoshinaga     | Japonia                    |           | PEN  |
| 1   | 3     | Furkan Akar          | Turcia                     | 1:25,490  |      |
| 2   | 3     | Ren Ziwei            | China                      | 1:34,211  |      |
| 3   | 3     | Itzhak de Laat       | Olanda                     | 1:42,490  | CSE  |
|     | 3     | John-Henry Krueger   | Ungaria                    |           | PEN  |
|     | 3     | Brendan Corey        | Australia                  |           | PEN  |
| 1   | 4     | Hwang Dae-heon       | Coreea de Sud              | 1:24,693  |      |
| 2   | 4     | Li Wenlong           | China                      | 1:30,550  |      |
| 3   | 4     | Shaolin Sándor Liu   | Ungaria                    | 1:55,248  | CSE  |
| 4   | 4     | Ryan Pivirotto       | Statele Unite ale Americii | 2:08,364  |      |
|     | 4     | Sjinkie Knegt        | Olanda                     |           | CG   |

### Semifinale
| Loc | Serie | Nume               | Țară                       | Timp     | Note |
| --- | ----- | ------------------ | -------------------------- | -------- | ---- |
| 1   | 1     | Ren Ziwei          | China                      | 1:26,576 | CA   |
| 2   | 1     | Li Wenlong         | China                      | 1:26,722 | CA   |
| 3   | 1     | Furkan Akar        | Turcia                     | 1:27,102 | CB   |
|     | 1     | Hwang Dae-heon     | Coreea de Sud              |          | PEN  |
|     | 1     | Park Jang-hyuk     | Coreea de Sud              | NS       |      |
| 1   | 2     | Shaolin Sándor Liu | Ungaria                    | 1:23,567 | CA   |
| 2   | 2     | Wu Dajing          | China                      | 1:23,928 | CA   |
| 3   | 2     | Andrew Heo         | Statele Unite ale Americii | 1:24,023 | CB   |
| 4   | 2     | Itzhak de Laat     | Olanda                     | 1:24,229 | CB   |
| 5   | 2     | Shaoang Liu        | Ungaria                    | 1:35,384 | CA   |
|     | 2     | Lee June-seo       | Coreea de Sud              |          | PEN  |

### Finala B
| Loc | Nume           | Țară                       | Timp     | Note |
| --- | -------------- | -------------------------- | -------- | ---- |
| 5   | Itzhak de Laat | Olanda                     | 1:35,925 |      |
| 6   | Furkan Akar    | Turcia                     | 1:36,052 |      |
| 7   | Andrew Heo     | Statele Unite ale Americii | 1:36,140 |      |

### Finala A
| Loc | Nume               | Țară    | Timp     | Note |
| --- | ------------------ | ------- | -------- | ---- |
| 1   | Ren Ziwei          | China   | 1:26,768 |      |
| 2   | Li Wenlong         | China   | 1:29,917 |      |
| 3   | Shaoang Liu        | Ungaria | 1:35,693 |      |
| 4   | Wu Dajing          | China   | 1:42,937 |      |
| -   | Shaolin Sándor Liu | Ungaria |          | CG   |